# Saint-Loup (Tarn y Garona)
 Saint-Loup  es una población y comuna francesa, en la región de Mediodía-Pirineos, departamento de Tarn y Garona, en el distrito de Castelsarrasin y cantón de Auvillar.

## Demografía
| 382 | 391 | 354 | 337 | 527 | 361 |
| Para los censos de 1962 a 1999 la población legal corresponde a la población sin duplicidades (Fuente: INSEE [Consultar]) |     |     |     |     |     |